# Polk Township (comté de Sullivan, Missouri)
Pour les articles homonymes, voir Polk Township et Polk.
Polk Township est un township, situé dans le comté de Sullivan, dans le Missouri, aux États-Unis,.
Le township est fondé en 1845.

### Source de la traduction
- (en) Cet article est partiellement ou en totalité issu de l’article de Wikipédia en anglais intitulé « Polk Township, Sullivan County, Missouri » (voir la liste des auteurs).